# Tòa tháp bóng đêm (phim)
Tòa tháp bóng đêm (tên gốc tiếng Anh: The Dark Tower) là một phim điện ảnh khoa học kỳ ảo phương Đông của Mỹ năm 2017 do Nikolaj Arcel đạo diễn và đồng biên kịch. Được chuyển thể từ bộ tiểu thuyết cùng tên của nhà văn Stephen King, phim có sự tham gia diễn xuất của Idris Elba trong vai Roland Deschain, một Xạ thủ đang trong nhiệm vụ bảo vệ Tòa tháp bóng đêm—một công trình huyền thoại bảo vệ các thế giới—trong khi đó Matthew McConaughey vào vai nhân vật phản diện, Walter Padick, Người Áo đen, và Tom Taylor đảm nhiệm vai diễn Jake Chambers, một cậu bé New York bất đắc dĩ trở thành học trò của Roland.
Với mục đích tạo dựng một thương hiệu điện ảnh kiêm truyền hình, phần phim đầu tiên hội tụ các yếu tố từ nhiều tập tiểu thuyết trong bộ truyện tám cuốn, và lấy bối cảnh ở cả Thành phố New York hiện đại lẫn Trung Giới, thế giới song song mang phong cách phương Đông cổ đại của Roland. Bộ phim cũng có thể được coi như là một phần tiếp nối của loạt tiểu thuyết.
Tòa tháp bóng đêm được ra mắt tại Bảo tàng Nghệ thuật Hiện đại ở Thành phố New York vào ngày 31 tháng 7 năm 2017, và được công chiếu rộng rãi tại Mỹ, Việt Nam cùng nhiều quốc gia khác bởi hãng Columbia Pictures vào ngày 4 tháng 8 năm 2017. Phim thu về 111 triệu USD toàn cầu so với kinh phí sản xuất là 60 triệu USD, đồng thời nhận được nhiều ý kiến chỉ trích tiêu cực khi nhiều nhà phê bình gọi đây là "một sự thất vọng đục xỉn và không nhắm vào bất cứ đối tượng người xem nào: khó hiểu đối với khán giả mới, đồng thời lại thiếu trung thành và đơn giản thái quá đối với người hâm mộ các tác phẩm của King," dù cho diễn xuất của Elba, McConaughey và Taylor có nhận được nhiều lời khen ngợi.

## Nội dung
Jack Chambers là một cậu bé sở hữu khả năng kỳ lạ. Cậu có thể chứng kiến các sự kiện ở Trung Giới thông qua những giấc mơ. Cho đến một ngày, Jack tình cờ khám phá ra cánh cổng dịch chuyển kết nối giữa các thế giới. Sau khi đặt chân tới Trung Giới, cậu bé bị cuốn vào cuộc phiêu lưu với xạ thủ Roland để bảo vệ tòa tháp.

## Diễn viên
- Idris Elba vai Roland Deschain, Xạ thủ
- Matthew McConaughey vai Walter Padick, Người Áo đen
- Tom Taylor vai Jake Chambers
- Claudia Kim vai Arra Champignon
- Fran Kranz vai Pimli[14]
- Abbey Lee vai Tirana
- Jackie Earle Haley vai Sayre[15]
- Katheryn Winnick vai Laurie Chambers[16]
- Dennis Haysbert vai Steven Deschain
- Michael Barbieri vai Timmy
- José Zúñiga vai Bác sĩ Hotchkiss
- Nicholas Hamilton vai Lucas Hanson
- De-Wet Nagel vai Taheen Tech[17]

## Sản xuất

### Phát triển
Những nỗ lực chuyển thể loạt truyện The Dark Tower lên màn ảnh đã được thai nghén từ năm 2007, với nhiều báo cáo và tuyên bố chính thức. Dự án vẫn được nằm trên kệ, cho tới khi bản quyền phim được bán lại cho một công ty sản xuất khác. Quá trình phát triển cứ thế được bắt đầu rồi lại trì hoãn, qua tay nhiều nhà làm phim và hãng phim trong nhiều thời điểm khác nhau, bao gồm Universal Pictures, Paramount, Columbia, Tristar Entertainment và Lionsgate Entertainment. Dự án phim đã được kinh qua ba giai đoạn phát triển lớn: với đạo diễn J. J. Abrams từ năm 2007 tới năm 2009, với Ron Howard từ năm 2010 đến năm 2015, và cuối cùng là phiên bản hiện tại, được công bố vào tháng 5 năm 2015, do hai hãng Sony Pictures Entertainment và Media Rights Capital chịu trách nhiệm sản xuất, Nikolaj Arcel làm đạo diễn và Howard tiếp tục giữ vai trò sản xuất.

### Quay phim
Tòa tháp bóng đêm bắt đầu được bấm máy tại Nam Phi vào tháng 4 năm 2016. Nhiều cảnh quay cũng được thực hiện tại Thành phố New York. Tháng 10 năm 2016, phim được chiếu thử để kiểm tra phản ứng của khán giả, và nhận được nhiều phản hồi tiêu cực với nội dung khó hiểu và hỗn độn. Sau đó, hai hãng Sony và MRC đã phải chi ra thêm 6 triệu USD để quay lại nhiều phân cảnh và bổ sung thêm các thông tin nền cho nhân vật Deschain.

## Phát hành
Ban đầu, phim được lên lịch công chiếu vào ngày 13 tháng 1 năm 2017, nhưng sau đó lại được rời xuống ngày 17 tháng 2 năm 2017. Tháng 11 năm 2016, phim tiếp tục được đẩy lùi lịch chiếu xuống ngày 28 tháng 7 năm 2017, sau khi bộ phim Jumanji: Trò chơi kỳ ảo của hãng bị rời ngày công chiếu khỏi ngày chiếu đó. Cuối tháng 3 năm 2017, ngày công chiếu phim bị đẩy xuống một tuần từ ngày 28 tháng 7 năm 2017 xuống ngày 4 tháng 8 năm 2017, tức hoán đổi ngày công chiếu với phim Đội quân cảm xúc của hãng Sony Pictures Animation.

### Quảng bá
Một bản dựng chưa hoàn chỉnh của trailer đầu tiên của Tòa tháp bóng đêm bị tuồn lên mạng vào ngày 10 tháng 10 năm 2016, nhưng sau đó đã bị gỡ xuống gần như hoàn toàn. Ngày 3 tháng 5 năm 2017, bản trailer hoàn chỉnh được đăng tải.

## Tiếp nhận

### Doanh thu phòng vé
Tòa tháp bóng đêm đã thu về tổng cộng 50,7 triệu USD tại thị trường Mỹ và Canada và 61,1 triệu USD tại các thị trường ngoại địa, nâng mức tổng doanh thu của phim lên 111,8 triệu USD so với kinh phí sản xuất 60 triệu USD.
Tại Bắc Mỹ, Tòa tháp bóng đêm được công chiếu cùng ngày với Bắt cóc, và được dự đoán sẽ thu về khoảng 20 triệu USD từ 3.451 rạp chiếu trong dịp cuối tuần ra mắt. Phim thu về 1,8 triệu USD từ suất chiếu sớm đêm thứ năm tại 2.770 rạp chiếu, và 7,7 triệu USD sau ngày công chiếu đầu tiên. Tòa tháp bóng đêm ra mắt với doanh thu ba ngày đầu đạt 19,5 triệu USD, hạ bệ Cuộc di tản Dunkirk khỏi hai tuần liên tiếp đứng đầu doanh thu phòng vé, dù lượng doanh thu này là con số thấp thứ nhì năm 2017 đối với một phim dẫn đầu doanh thu phòng vé. Doanh thu của phim ở dịp cuối tuần thứ hai giảm 58,9% so với tuần đầu còn 7,9 triệu USD, két thúc thứ 4 về doanh thu phòng vé.

### Đánh giá chuyên môn
Các nhà phê bình đánh giá Tòa tháp bóng đêm là "ngán ngẩm và vô vị" và "khó hiểu đối với khán giả mới, đồng thời lại thiếu trung thành và đơn giản thái quá đối với người hâm mộ các tác phẩm của King." Trên hệ thống tổng hợp kết quả đánh giá Rotten Tomatoes, phim nhận được 16% lượng đồng thuận dựa theo 223 bài đánh giá, với điểm trung bình là 4,1/10. Các chuyên gia của trang web nhất trí rằng, "Thôi bỏ đi, còn nhiều phim chuyển thể từ tác phẩm của Stephen King hơn là cái đống này." Trên trang Metacritic, phần phim đạt số điểm 34 trên 100, dựa trên 46 nhận xét, chủ yếu là những lời chỉ trích. Lượt bình chọn của khán giả trên trang thống kê CinemaScore cho phần phim điểm "B" trên thang từ A+ đến F.